# 小藤文次郎
小藤 文次郎（ことう ぶんじろう、安政3年3月4日〔1856年4月8日〕 - 昭和10年〔1935年〕3月8日）は、日本の地球科学者。地質学、岩石学、鉱物学、火山学、地震学など、幅広く活躍した。ドイツ地理学を日本に導入し日本の地質学や地形学の揺籃期に活躍・貢献をした。また、多くの学生を育てた。

## 経歴
石見国（現在の島根県）津和野生まれ。藩校の養老館で漢学や蘭学を学ぶ。1870年、15歳の時、藩から大学南校（のちの開成学校、東京大学）に貢進生として上京し、英語、理学を修め卒業する。1877年（明治10年）、創立されたばかりの東京大学理学部地質学および採鉱学科に進学し、1879年（明治12年）東京帝国大学理学部地質学および採鉱学科の最初の卒業生。ナウマンなどに学んだ。。
1880年、ドイツに留学し、ライプツィヒ大学、ミュンヘン大学への留学後、1884年、29歳の時帰国し、東京帝国大学理学部地質学科講師に就任した。ドイツ留学中の1883年（明治16年）東京大学地質学科と地質調査所の関係者によって地学会（のちに東京地学協会と合併し、今日に至る）が結成され、『地学会誌』が1885年に創刊される。
1891年の濃尾地震の際には、発生から約2週間後に現地入りして調査を行い、後にその結果から断層地震説を発表した。調査の際に撮影された根尾谷断層の写真は、1893年に小藤が発表した論文に掲載され、活断層の様子を生々しく記録した写真として世界に広まった。この写真の撮影者については、小川一真・瀬古安太郎・日下部金兵衛と複数の説が存在する。
1894年の庄内地震では、地割れの分布から庄内平野を東西に横断する断層を推定したが発見できず、これ以降、火山地質の研究に向かった。
初めて日本人の名前がつけられた鉱物として、小藤にちなんだ小藤石 (kotoite, Mg3(BO3)2) が渡辺武男によって1939年に発表された。墓所は多磨霊園(14-1-9)。

## 栄典・授章・授賞
位階
- 1886年（明治19年）7月8日 - 従六位[12]
- 1897年（明治30年）10月30日 - 正五位[13]
- 1901年（明治34年）3月20日 - 従四位[14]
- 1911年（明治44年）6月20日 - 従三位[15]
- 1920年（大正9年）7月20日 - 正三位[16]

勲章等
- 1896年（明治29年）12月25日 - 勲六等瑞宝章[17]
- 1900年（明治33年）12月20日 - 勲四等瑞宝章[18]
- 1910年（明治43年）6月24日 - 勲二等瑞宝章[19]
- 1920年（大正9年）6月25日 - 勲一等瑞宝章[20]

## 親族
- 妻 小藤梅子（ウメ、有地品之允娘）[21]

## 論文
- 小藤文次郎「硫黄鑛床の成因」『地質学雑誌』第24巻第291号、日本地質学会、1917年、591-596頁、doi:10.5575/geosoc.24.291_591、ISSN 0016-7630、NAID 110003014664。
- 小藤文次郎「朝鮮北部の地勢」『地學雜誌』第14巻第7号、東京地学協会、1902年、467-478頁、doi:10.5026/jgeography.14.467、ISSN 0022-135X、NAID 130000974180。
- 小藤文次郎「藝豫地震の震源地」『地質学雑誌』第13巻第151号、日本地質学会、1906年、117-12頁、doi:10.5575/geosoc.13.151_117、ISSN 0016-7630、NAID 110003014102。
- 小藤文次郎「地質學上ノ見地ニ依ル江濃地震」『震災豫防調査會報告』第69号、震災豫防調査會、1910年10月、1-15頁、NAID 110006605118。
- 小藤文次郎「アルカリ岩の成因」『地質学雑誌』第25巻第294号、日本地質学会、1918年、142-144頁、doi:10.5575/geosoc.25.142、ISSN 0016-7630、NAID 110003014673。
- 小藤文次郎「中井博士欝陵島植物調査」『地質学雑誌』第27巻第316号、日本地質学会、1920年、18-20頁、doi:10.5575/geosoc.27.18、ISSN 0016-7630、NAID 110003011055。
- 小藤文次郎「今後は船舶に石油燃料時代なり」『地質学雑誌』第27巻第320号、日本地質学会、1920年、213-217頁、doi:10.5575/geosoc.27.213、ISSN 0016-7630、NAID 110003014704。
- 小藤文次郎「岩槻地震帯に就いて (摘要)」『地質學雜誌』第36巻第429号、日本地質学会、1929年6月、250-253頁、ISSN 00167630、NAID 110003010642。
- 小藤文次郎「地學雑誌の由來」『地學雜誌』第42巻第10号、東京地学協会、1930年、562-563頁、doi:10.5026/jgeography.42.562、ISSN 0022-135X、NAID 130000986111。
- 小藤文次郎「琉球弧嶋の地質搆造」『地質学雑誌』第5巻第49号、日本地質学会、1897年、1-12頁、doi:10.5575/geosoc.5.1、ISSN 0016-7630、NAID 110003016674。